# Jujurieux
Jujurieux est une commune française située dans le département de l'Ain, en région Auvergne-Rhône-Alpes.
Ses habitants s'appellent les Sussuriens.

## Géographie

### Localisation
La commune est située sur la rive gauche de l'Ain, dans la zone d'appellation contrôlée des vins du Bugey.
| Neuville-sur-Ain    | Poncin                | Mérignat            |
| Pont-d'Ain          | Jujurieux             | Boyeux-Saint-Jérôme |
| Saint-Jean-le-Vieux | L'Abergement-de-Varey |                     |

### Climat
Pour des articles plus généraux, voir Climat d'Auvergne-Rhône-Alpes et Climat de l'Ain.
En 2010, le climat de la commune est de type climat des marges montargnardes, selon une étude du CNRS s'appuyant sur une série de données couvrant la période 1971-2000. En 2020, Météo-France publie une typologie des climats de la France métropolitaine dans laquelle la commune est exposée à un climat de montagne ou de marges de montagne et est dans une zone de transition entre les régions climatiques « Bourgogne, vallée de la Saône » et « Jura ».
Pour la période 1971-2000, la température annuelle moyenne est de 10,8 °C, avec une amplitude thermique annuelle de 17,6 °C. Le cumul annuel moyen de précipitations est de 1 286 mm, avec 11,7 jours de précipitations en janvier et 7,9 jours en juillet. Pour la période 1991-2020, la température moyenne annuelle observée sur la station météorologique de Météo-France la plus proche, « Vieu », sur la commune de Vieu-d'Izenave à 10 km à vol d'oiseau, est de 9,4 °C et le cumul annuel moyen de précipitations est de 1 610,3 mm,. Pour l'avenir, les paramètres climatiques de la commune estimés pour 2050 selon différents scénarios d'émission de gaz à effet de serre sont consultables sur un site dédié publié par Météo-France en novembre 2022.

## Urbanisme

### Typologie
Au 1er janvier 2024, Jujurieux est catégorisée bourg rural, selon la nouvelle grille communale de densité à 7 niveaux définie par l'Insee en 2022.
Elle appartient à l'unité urbaine de Jujurieux, une agglomération intra-départementale dont elle est ville-centre,. Par ailleurs la commune fait partie de l'aire d'attraction d'Ambérieu-en-Bugey, dont elle est une commune de la couronne,. Cette aire, qui regroupe 15 communes, est catégorisée dans les aires de moins de 50 000 habitants,.

### Occupation des sols
L'occupation des sols de la commune, telle qu'elle ressort de la base de données européenne d’occupation biophysique des sols Corine Land Cover (CLC), est marquée par l'importance des forêts et milieux semi-naturels (50,8 % en 2018), en augmentation par rapport à 1990 (49,4 %). La répartition détaillée en 2018 est la suivante : 
forêts (47 %), prairies (35,3 %), zones urbanisées (5,5 %), cultures permanentes (4,1 %), milieux à végétation arbustive et/ou herbacée (3,8 %), terres arables (2,1 %), zones agricoles hétérogènes (1,3 %), eaux continentales (0,9 %).
L'évolution de l’occupation des sols de la commune et de ses infrastructures peut être observée sur les différentes représentations cartographiques du territoire : la carte de Cassini (XVIIIe siècle), la carte d'état-major (1820-1866) et les cartes ou photos aériennes de l'IGN pour la période actuelle (1950 à aujourd'hui).

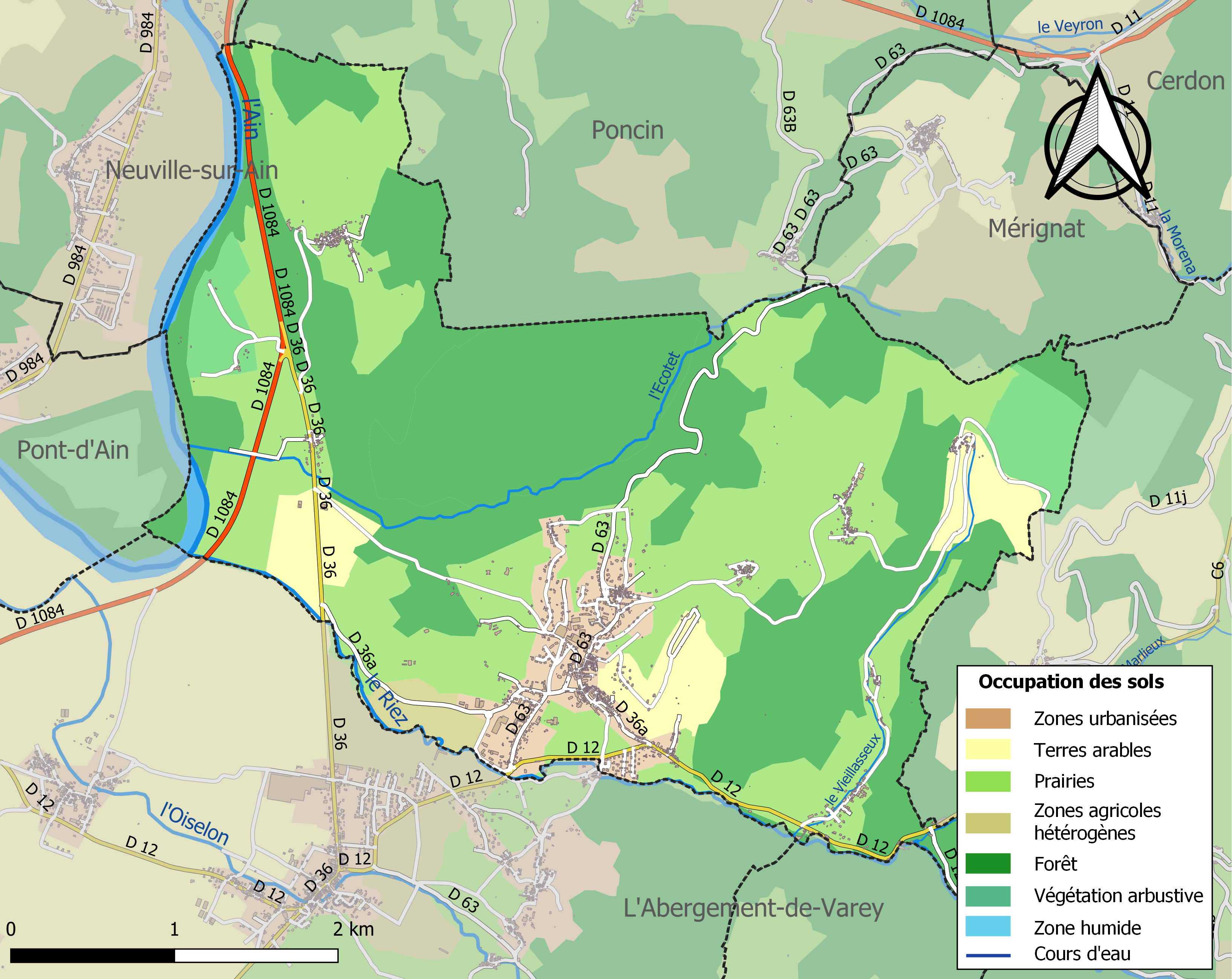
Carte des infrastructures et de l'occupation des sols de la commune en 2018 (CLC).

## Toponymie
Pour les noms multisyllabiques d'origine francoprovençale, « x » indique l’accentuation sur la dernière syllabe le différenciant avec le z final qui sert à marquer le paroxytonisme.

## Histoire
Le site semble occupé dès la préhistoire[réf. souhaitée]. Le prieuré bénédictin aurait été fondé au XIIe siècle[réf. souhaitée].
Les principales dates relatives à la commune sont les suivantes[réf. souhaitée] :
- 452 : dévastations dans le Bugey par Attila et ses Huns ;
- 501 : le Bugey fait partie du royaume burgonde de Lyon ;
- 531 : annexion du Bugey par les Francs ;
- 584 : le Bugey est en royaume de Bourgogne qui est uni à l'Austrasie ;
- 730 : invasions sarrasines dans le Bugey ;
- 931 : Almares ou Almarus ou Adaléranus ou Aldaran, ancien curé de Jujurieux et abbé de Nantua est élu évêque de Mâcon ;
- 1141 : Odon est prieur de Jujurieux, il est nommé par l'abbé d'Ambronay ;
- 1304 : l'archevêque de Lyon, Louis de Villars, reconnaît que le prieuré de Jujurieux ne lui doit aucune procuration et il devient un doyenné[14],[15] ;
- 30 avril 1339 : Jean de Cojordan, évêque d'Avignon, et Jean d'Arpelle chapelain du pape Benoît XII, résidant en Avignon, sont dans le mandement de Varey pour faire une enquête démographique en vue de la cession du Dauphiné au pape envisagée par le dauphin Humbert II de Viennois : le village de Jujurieux compte 11 feux (un feu = environ 4,5 âmes).

Une des cinq fresques conservées au château de la Tour-des-Échelles représente la cité fortifiée de Pont d'Ain, on peut y distinguer le château de Pont-d'Ain et voir un maçon en train de remonter les murs du chevet de l'église de Pont d'Ain, détruite par une importante inondation en 1624. Cette crue de l'Ain emporta une partie du mobilier de l'ancienne église de Pont d'Ain, mais aussi la châsse (urne en plomb) où était conservé le cœur de Philibert-le-Beau.

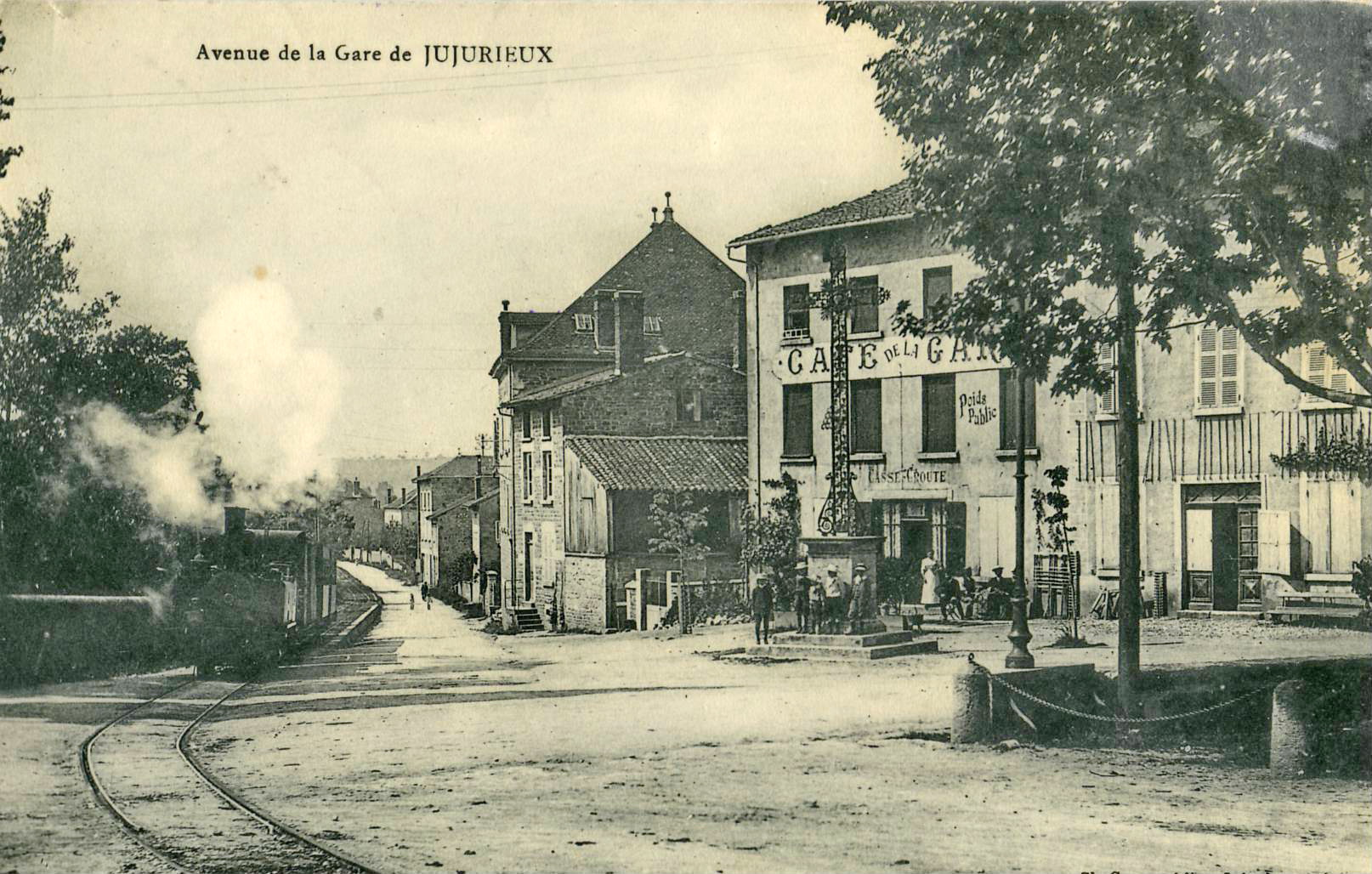
Le bourg fut desservi par le réseau de chemin de fer secondaires des Tramways de l'Ain (ligne pour Pont-d'Ain) de 1898 à 1933.

Le développement de Jujurieux au XIXe siècle vient de l'industrie de la soie, sous l'influence de Lyon. En 1835, le soyeux Claude-Joseph Bonnet crée une usine-pensionnat, les Établissements C.J. Bonnet (dits "Soieries Bonnet"). En 1880, près de mille jeunes filles de 11 à 20 ans y travaillent, placées par leurs parents, qui s'engagent à ce qu'elles travaillent trois ans et demi au moins. En cas de rupture, les parents doivent verser une indemnité de 50 centimes par jour au patron. Les journées de travail y sont de 13 à 16 heures. Le logement est assuré dans des dortoirs surveillés par des bonnes sœurs, et la prière y est obligatoire.
Fermés en 2001, les locaux des Soieries Bonnet et leurs collections ont été rachetées par le conseil général de l'Ain, qui en a fait un musée avec 300 000 objets.

## Politique et administration

### Découpage territorial
La commune de Jujurieux est membre de la communauté de communes Rives de l'Ain - Pays du Cerdon, un établissement public de coopération intercommunale (EPCI) à fiscalité propre créé le 1er janvier 2012 dont le siège est à Jujurieux. Ce dernier est par ailleurs membre d'autres groupements intercommunaux.
Sur le plan administratif, elle est rattachée à l'arrondissement de Nantua, au département de l'Ain et à la région Auvergne-Rhône-Alpes. Sur le plan électoral, elle dépend du  canton de Pont-d'Ain pour l'élection des conseillers départementaux, depuis le redécoupage cantonal de 2014 entré en vigueur en 2015, et de la cinquième circonscription de l'Ain  pour les élections législatives, depuis le dernier découpage électoral de 2010.

### Administration municipale

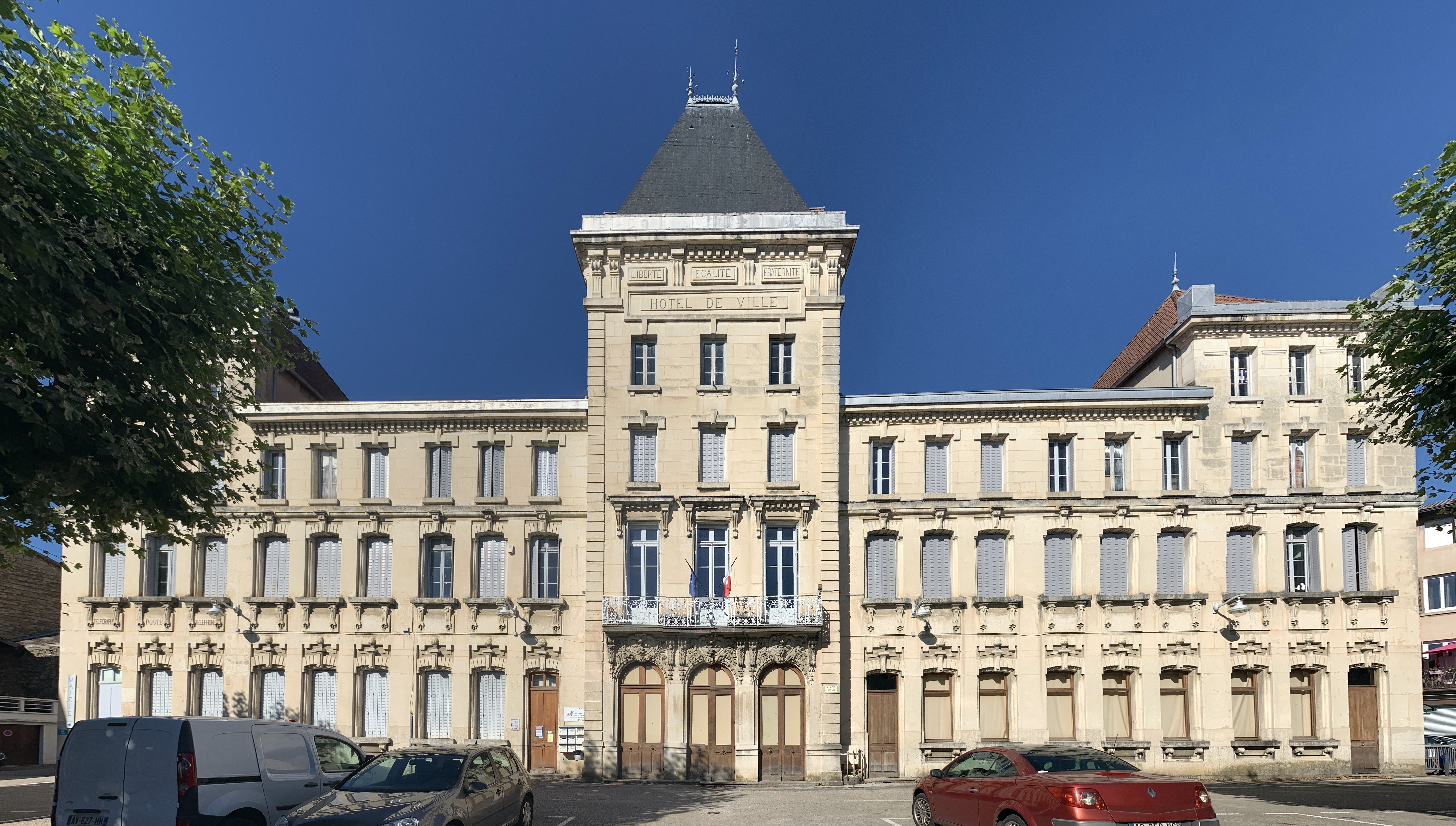
Hôtel de ville.

| Période                                  | Période   | Identité                     | Étiquette    | Qualité                                                                           |
| ---------------------------------------- | --------- | ---------------------------- | ------------ | --------------------------------------------------------------------------------- |
| av.1895                                  | ?         | Baron Amédée Joseph Maupetit |              | Propriétaire du Château de la Tour-des-Échelles                                   |
|                                          |           |                              |              |                                                                                   |
| 1904                                     | 1919      | Marie-Gabriel Boccard        | PRRS         | Député (1924-1925 Conseille général du canton de Poncin (1907-1928)               |
| 1919                                     | 1941      | Samuel Péry                  |              |                                                                                   |
| 1949                                     | mars 1977 | Justin Borron                |              |                                                                                   |
| mars 1977                                | juin 1995 | Gérard Reverdy               | UDF-PR       | Conseiller général                                                                |
| juin 1995                                | mars 2014 | Jean Chabry                  | DVG puis DVD | Conseiller général Président du Parc Industriel de la Plaine de l'Ain depuis 2008 |
| mars 2014                                | En cours  | Anne Bollache                | DVG          | Professeure                                                                       |
| Les données manquantes sont à compléter. |           |                              |              |                                                                                   |

## Démographie
L'évolution du nombre d'habitants est connue à travers les recensements de la population effectués dans la commune depuis 1793. Pour les communes de moins de 10 000 habitants, une enquête de recensement portant sur toute la population est réalisée tous les cinq ans, les populations de référence des années intermédiaires étant quant à elles estimées par interpolation ou extrapolation. Pour la commune, le premier recensement exhaustif entrant dans le cadre du nouveau dispositif a été réalisé en 2008.
En 2022, la commune comptait 2 209 habitants, en évolution de +1,28 % par rapport à 2016 (Ain : +5,15 %, France hors Mayotte : +2,11 %).
| 1793  | 1800  | 1806  | 1821  | 1831  | 1836  | 1841  | 1846  | 1851  |
| ----- | ----- | ----- | ----- | ----- | ----- | ----- | ----- | ----- |
| 1 330 | 1 568 | 1 532 | 1 527 | 1 512 | 1 604 | 1 778 | 1 901 | 2 047 |

| 1856  | 1861  | 1866  | 1872  | 1876  | 1881  | 1886  | 1891  | 1896  |
| ----- | ----- | ----- | ----- | ----- | ----- | ----- | ----- | ----- |
| 2 111 | 2 461 | 2 666 | 2 712 | 2 850 | 3 025 | 2 918 | 2 737 | 2 831 |

| 1901  | 1906  | 1911  | 1921  | 1926  | 1931  | 1936  | 1946  | 1954  |
| ----- | ----- | ----- | ----- | ----- | ----- | ----- | ----- | ----- |
| 2 652 | 2 711 | 2 752 | 2 353 | 2 341 | 2 086 | 1 886 | 1 611 | 1 612 |

| 1962  | 1968  | 1975  | 1982  | 1990  | 1999  | 2006  | 2008  | 2013  |
| ----- | ----- | ----- | ----- | ----- | ----- | ----- | ----- | ----- |
| 1 560 | 1 520 | 1 459 | 1 492 | 1 602 | 1 700 | 1 950 | 2 022 | 2 172 |

| 2018  | 2022  | - | - | - | - | - | - | - |
| ----- | ----- | - | - | - | - | - | - | - |
| 2 132 | 2 209 | - | - | - | - | - | - | - |

## Économie
La Thou (bière) est produite ici.

## Culture locale et patrimoine

### Lieux et monuments

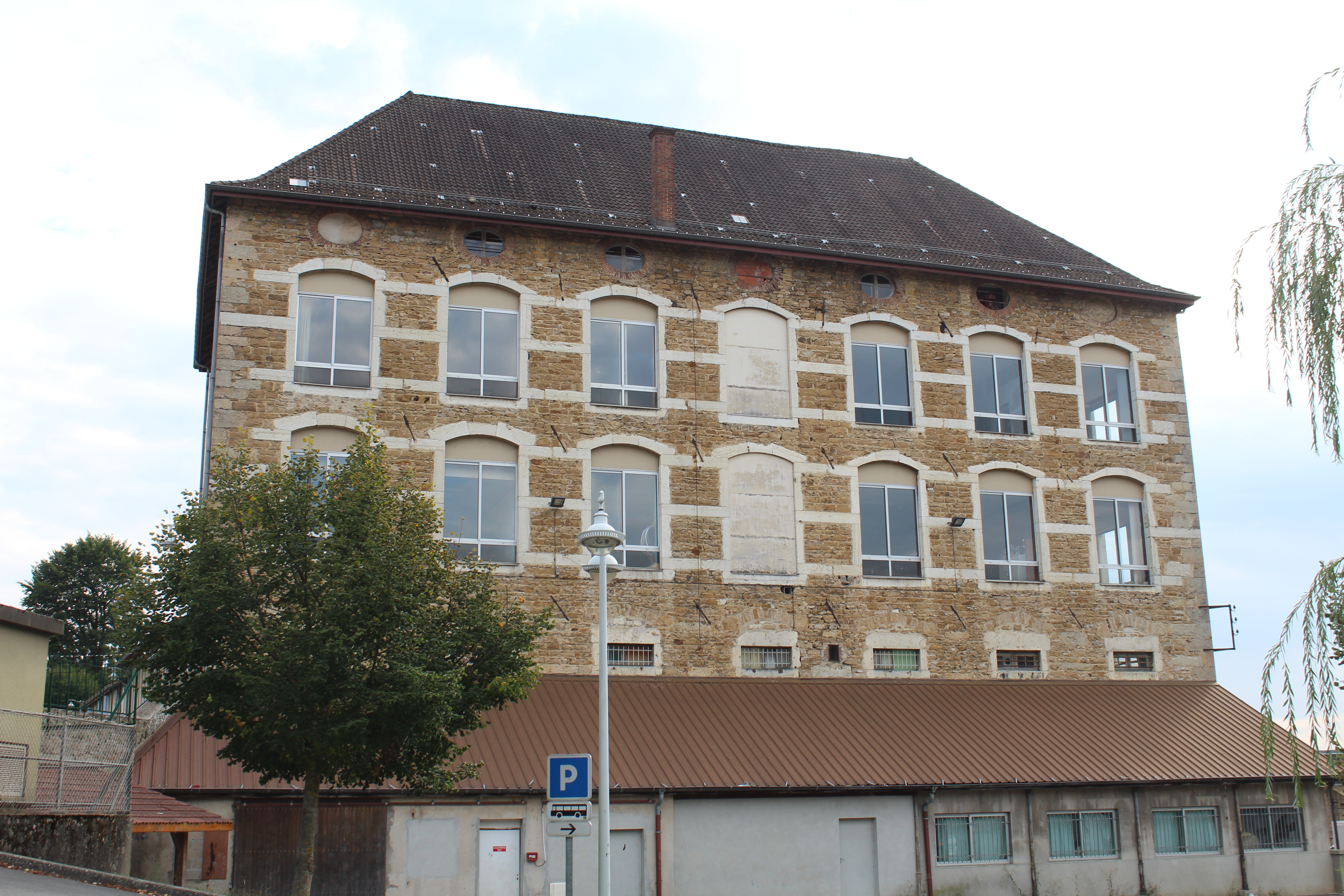
Un bâtiment des établissements Bonnet.

- Les soieries Claude-Joseph Bonnet[25] constituent un site patrimonial exceptionnel présentant l'histoire d'une des plus grandes soieries de France aux XIXe et XXe siècles. Elles sont inscrites aux monuments historiques depuis 2003[26].
- Le château de Cossieux dont le pigeonnier, la tour de Cossieux, est inscrite au titre des monuments historiques depuis 1984.
- Le château de la Tour-des-Échelles est classé au titre des monuments historiques depuis 1977. Donjon des nobles de ce nom connus depuis le début du XIVe siècle[27].
- Château médiéval de Chenavel. Restes du XIVe siècle ?, transformé au XIXe siècle, il surplombe la vallée de la rivière d'Ain. En 1342, il est inféodé par Humbert de Thoire-Villars au chevalier Pernet de Buenc[28]. Fait exceptionnel, le château a échappé par deux fois à la destruction : en 1600, lors de la guerre entre la Savoie et la France, par le maréchal de Biron ; et sous la Révolution, en 1794, par Albitte.
- Ruines du châtelard de Lhuyre[29].
- Grottes de Jujurieux ou d'En Perrucle ou de la Courbatière. Son réseau d'environ 2,5 km est sous convention entre un propriétaire privé et la FFS représentée par le CD Spéléo de l'Ain (cf. livre de Bernard Chirol sur les grottes en 2000, 73 p.).
- Église Saint-Étienne de Jujurieux.
- Chapelle des soieries Bonnet de Jujurieux.

### Personnalités liées à la commune
- Claude-Joseph Bonnet (Jujurieux 1786 - 1867), industriel fondateur des établissements de production de soie basés à Jujurieux.
- Gaspard-Adrien Bonnet du Louvat de Champollon (Jujurieux 1737 - 1810), militaire français.
- Charles Juliet (Jujurieux 1934 - 2024), écrivain français. L'école publique porte son nom.